# Petra Lang
Petra Lang (29 de noviembre de 1962) es una mezzosoprano alemana nacida en Fráncfort del Meno especializada en Wagner y Mahler, aunque también ha desarrollado una labor importante en la música contemporánea. Actualmente ha centrado su repertorio en roles de soprano dramática.

## Biografía
Nació en Fráncfort y estudió violín y voz en Darmstadt donde trabajó con Ingrid Bjoner.
Tras comenzar con roles ligeros, como Cherubino en Le nozze di Figaro de Mozart, pasó a papeles más dramáticos, como Éboli en Don Carlo de Verdi, para posteriormente especializarse en un repertorio más pesado, como Wagner o Mahler. De este último son especialmente notables sus interpretaciones de las Sinfonías en el ciclo de Riccardo Chailly con la Orquesta del Concertgebouw. De Wagner saltó al panorama internacional por su interpretación del papel de Brangäne de Tristan und Isolde en la Wiener Staatsoper bajo la batuta de Christian Thielemann, papel con el que debutó en el Festival de Bayreuth en 2005. También ha cantado Fricka en El Anillo del Nibelungo y Adriano en Rienzi.
En los últimos años ha venido desarrollando su carrera en papeles de soprano dramática wagneriana, tales como Venus (Tannhäuser), Ortrud (Lohengrin), Sieglinde (La walkiria) o Kundry (Parsifal). Su interpretración del papel de Ortrud cuenta con grabación en DVD del Festival de Bayreuth de 2011 bajo la batuta de Andris Nelsons.
Ha cantado en La Scala, Berlin Staatsoper, Zúrich, Bregenz, Salzburgo, Viena, Covent Garden, Baltimore, Paris, Carnegie Hall y otros teatros.
Debutó en el Festival de Bayreuth en 2005 como Brangäne en la producción de Tristán e Isolda (ópera) de Christoph Marthaler, dirigida ese año por Eiji Oue y al siguiente por Peter Schneider. Regresó en 2011 como Ortrud en Lohengrin, en la producción de Hans Neuenfels estrenada en 2010 y dirigida por Andris Nelsons, cantando en las siguientes ediciones hasta la retirada del montaje en 2015. Inicialmente fue anunciada para 2016 como Kundry en la proyectada nueva producción de Parsifal, encomendada a Jonathan Meese y dirigida por Andris Nelsons. Los avatares del Festival hicieron que la producción fuera encomendada a Uwe Eric Laufenberg y la dirección a Hartmut Haenchen, mientras que la cantante propuesta para Tristán e Isolda, Anja Kampe, se cayó de cartel por desavenencias con el director, Christian Thielemann, siendo sustituida por Petra Lang, quien debutó el papel, regresando en los años siguientes.

## Discografía
- Berlioz: Les Troyens / Colin Davis, Orquesta Sinfónica de Londres (2000).
- Beethoven: Sinfonía n.º 9 / Philippe Herreweghe, Orchestre des Champs-Elysées (1999).
- Beethoven: Sinfonía n.º 9 / Paavo Järvi, Deutsche Kammerphilharmonie (2009).
- Mahler: Sinfonía n.º 2 / Andrey Litton, Dallas (1997).
- Mahler: Sinfonía n.º 2 / Riccardo Chailly, Concertgebouw (2002).
- Mahler: Sinfonía n.º 2 / Pierre Boulez, Festival de Lucerna (DVD, 2007).
- Mahler: Sinfonía n.º 3 / Riccardo Chailly, Concertgebouw (2003).
- Mahler: Sinfonía n.º 8 / Markus Stenz, Gürzenich (DVD, 2012).
- Mozart: Le nozze di Figaro / Nikolaus Harnoncourt, Concertgebouw (1993).
- Verdi: Nabucco / Ulf Schrimmer, ORF (VHS, 1994).
- Wagner: Tristan und Isolde / Eve Queler, Nueva York (1997).
- Wagner: Tristan und Isolde / Christian Thielemann, Wiener Staatsoper (2003).
- Wagner: Lohengrin / Semyon Bychkov, West Deustche Rundfunk (2009).
- Wagner: Lohengrin / Andris Nelsons, Festival de Bayreuth (DVD, 2011).
- Wagner: Gotterdämmerung / Simone Young, Hamburgo (2011).